# 上柴ニュータウン
上柴ニュータウン（かみしばニュータウン）は、埼玉県深谷市にあるニュータウン。上柴町東1～7丁目、上柴町西1～7丁目で構成される。

## 概要
- 事業名：深谷都市計画事業上柴土地区画整理事業
- 施行面積：約266.1ha
- 計画人口：25,000人
- 施行者：深谷市
- 施行期間：昭和47年度(1972年)～昭和63年度(1988年)

## 主な公共施設
- 上柴中央公園
- キララ上柴 - アリオ深谷3階部分にある行政サービスセンター。公民連携PPP事業として整備された。住民票などの各種証明の発行、市税の収納業務およびパスポート申請・交付を行っている。深谷市上柴生涯学習センター・上柴公民館、深谷市男女共同参画推進センター（L・フォルテ）等の施設がある。
- 深谷警察署上柴交番

## 主な商業施設
- アリオ深谷 - 熊谷・深谷地区最大の複合商業施設
- ヤマダ電機テックランド深谷店
- スーパービバホーム深谷店
- ファッションセンターしまむら上柴店
- オリンピック深谷店

## 病院施設
- 深谷赤十字病院 - 埼玉県北部の医療の中心となる病院となっている。

## 学校

### 大学
- 東都大学

### 中学校
- 上柴中学校

### 小学校
- 上柴東小学校
- 上柴西小学校

## 交通機関

### 路線バス
- くるリン - 深谷市のコミュニティバス
- アリオ無料シャトルバス - 深谷駅南口～アリオ深谷 約10分

### 鉄道
- 深谷駅

## 歴史
区画整理以前には、南側の茶売街道沿いに小さな集落がある程度で、地区のほとんどは桑畑が多く農家が点在していた。上柴とは、地区内の地名である上野台と柴崎をあわせた合成地名である。
- 1972年（昭和47年） - 深谷都市計画事業上柴土地区画整理事業が開始。
- 1977年（昭和52年） - 深谷赤十字病院が上柴町西5丁目に完成、開院。
- 1982年（昭和53年） - イトーヨーカドー深谷店と、その専門店街である「深谷上柴ショッピングセンター サングリーンがオープン。
- 1988年（昭和63年） - 区画整理事業完了。
- 2009年（平成21年） - 東都医療大学が開校。同校は2019年に東都大学に名称変更。
- 2010年（平成22年） - キララ上柴、アリオ深谷がオープン。